# Лики (язык)
Лики (моар) — язык в Индонезии, относится к сарми-джаяпурской подветви западноокеанийской ветви океанийских языков. Это исчезающий язык, по данным на 2007 год на нём говорило лишь 5 человек, причем пожилых, из 320 человек в этнической группе. Он распространён на островах к северу от острова Новая Гвинея, входящих в район и округ Сарми.
Носители лики являются в основном рыбаками.